# Artūrs Pastors
Artūrs Pastors (* 15. März 2001) ist ein lettischer Leichtathlet, der sich auf den Sprint spezialisiert hat.

## Sportliche Laufbahn
Erste internationale Erfahrungen sammelte Artūrs Pastors im Jahr 2018, als er bei den U18-Europameisterschaften in Győr im 400-Meter-Lauf mit 50,15 s in der ersten Runde ausschied, wie auch bei den U20-Europameisterschaften im Jahr darauf in Borås, bei denen er mit 47,84 s im Vorlauf ausschied. 2023 wurde er bei der 2. Liga der Team-Europameisterschaft im Rahmen der Europaspiele in Chorzów in 46,59 s Erster im B-Lauf über 400 Meter und gelangte mit der Mixed-Staffel über 4-mal 400 Meter mit 3:22,71 min auf Rang sieben. Anschließend schied er bei den U23-Europameisterschaften in Espoo mit 47,60 s in der ersten Runde über 400 Meter aus. Im Jahr darauf kam er bei den Hallenweltmeisterschaften in Glasgow mit 47,53 s nicht über den Vorlauf über 400 Meter hinaus.
2019 wurde Pastors lettischer Meister im 200-Meter-Lauf sowie 2020, 2022 und 2023 über 400 Meter. Zudem wurde er 2024 Hallenmeister über 400 Meter.

## Persönliche Bestleistungen
- 100 Meter: 10,69 s (1,7 m/s), 6. August 2021 in Valmiera
- 200 Meter: 21,48 s (0,4 m/s), 23. Juli 2022 in Parnu
  - 200 Meter (Halle): 21,44 s, 14. Januar 2024 in Valmiera
- 400 Meter: 46,59 s, 20. Juni 2023 in Chorzów
  - 400 Meter (Halle): 47,53 s, 1. März 2024 in Glasgow